# Zeitschrift für Allgemeinmedizin
Die Zeitschrift für Allgemeinmedizin (ZFA) ist eine Zeitschrift, die sich wissenschaftlich mit der Allgemeinmedizin beschäftigt. Sie erscheint seit 1924. Herausgeber ist die Deutsche Gesellschaft für Allgemeinmedizin und Familienmedizin (DEGAM). Die Auflage beträgt über 8.000 Exemplare (Stand 2. Quartal 2017). Sie erscheint elf Mal jährlich, wobei es im Sommer eine Doppelausgabe gibt. Geschäftsführender Herausgeber ist Jean-François Chenot.
Die Zeitschrift erscheint seit 2023 im Verlag Springer Medizin, davor wurde sie im Zeitraum 2009–2022 im Deutschen Ärzte-Verlag verlegt, von 2003 bis 2008 erschien sie bei der Thieme Verlagsgruppe, initial beim Hippokrates-Verlag (seit 1980 Teil der Thieme-Gruppe).

## Berichterstattung über Protonenpumpenhemmer
Im August 2006 verhinderte der Thieme-Verlag einen Artikel zur Anwendung von Protonenpumpenhemmern, in dem u. a. die Aussage getätigt wurde, dass „der kostengünstigste Protonenpumpenhemmer, Omeprazol, genauso gut sei wie der teuerste, Pantoprazol“. Hintergrund soll gewesen sein, dass das Pharmaunternehmen Takeda Druck auf den Verlag ausgeübt habe. Zwar habe dies nicht die inseratfreie ZFA betroffen, aber der Konzern zog drei Anzeigen im Wert von 9.600 Euro in anderen Zeitschriften des Verlags zurück. Zur damaligen Zeit warb Takeda mit 37 Anzeigen im Wert von 82.000 Euro. Der Verlag reagierte umgehend und ließ die Augustausgabe der Zeitschrift für Allgemeinmedizin einstampfen, der Artikel über Protonenpumpenhemmer erschien nicht. Die Augustausgabe wurde mit Verspätung veröffentlicht, jedoch wurde das Inhaltsverzeichnis nicht überarbeitet. Der Sachverhalt wurde durch die Süddeutsche Zeitung aufgedeckt, der Artikel erschien später im Arznei-Telegramm.